# Phương trình trùng phương
Trong đại số sơ cấp, phương trình trùng phương (biquartic equation) là phương trình có dạng:
{\displaystyle ax^{4}+bx^{2}+c=0}
với {\displaystyle x} là ẩn số và {\displaystyle a},{\displaystyle b},{\displaystyle c} là các hệ số (hay còn được phân biệt với nhau lần lượt bằng cách gọi tương ứng là hệ số bậc bốn, hệ số bậc hai và hệ số tự do của phương trình).
Do có bậc cao nhất là 4, phương trình trùng phương có thể được gọi là phương trình bậc bốn với phần khuyết ở lũy thừa bậc 3 và bậc 1.

## Giải phương trình trùng phương

### Phương pháp đặt ẩn số phụ
Đây là phương pháp thường được dùng nhất trong mọi lĩnh vực, vì phương pháp này sẽ giúp ta giải phương trình trùng phương về phương trình bậc hai. Bằng cách đặt cho {\displaystyle x^{2}} bằng một ẩn số phụ thứ hai, ta có thể giải được như giải phương trình bậc hai. Sau đây là một ví dụ cụ thể:
Giải phương trình: {\displaystyle x^{4}-13x^{2}+36=0}
Các bước giải như sau:
Bước 1: Đặt ẩn số phụ
Đặt {\displaystyle x^{2}=a}, phương trình trên có dạng:
{\displaystyle a^{2}-13a+36=0}
Bước 2: Tính biệt thức(Δ)
Bài chi tiết: Biệt thức
Tính biệt thức:
{\displaystyle \Delta =(-13)^{2}-4\times 1\times 36=25}
{\displaystyle {\sqrt {\Delta }}=5}
Bước 3: Tìm nghiệm của phương trình trung gian
{\displaystyle a_{1}={\frac {13+5}{2}}=9}
{\displaystyle a_{2}={\frac {13-5}{2}}=4}
Bước 4:Tìm nghiệm phương trình trùng phương
{\displaystyle a=9\Rightarrow x^{2}=9\Leftrightarrow x=\pm 3}
{\displaystyle a=4\Rightarrow x^{2}=4\Leftrightarrow x=\pm 2}